# Campeonato femenino sub-17 de la CAF de 2020
El Campeonato femenino sub-17 de la CAF de 2020 fue el torneo que decide que naciones africanas asistían a la Copa Mundial Femenina de Fútbol Sub-17 de la FIFA.
Las jugadoras nacidas a partir del 1 de enero de 2003 eran elegibles para competir en el torneo. Tres equipos se habrían clasificado de este torneo para la Copa Mundial Femenina Sub-17 de la FIFA 2021 (originalmente 2020 pero pospuesta debido a la pandemia de COVID-19) en India como representantes de la CAF. Sin embargo, la FIFA anunció el 17 de noviembre de 2020 que esta edición de la Copa del Mundo sería cancelada. Como resultado, se cancelaron todos los partidos de clasificación restantes.

## Sistema
Un total de 20 (de 54) equipos nacionales miembros de la CAF participaron en las rondas de clasificación. El sorteo se realizó el 4 de diciembre de 2019 en la sede de la CAF en El Cairo, Egipto. Los procedimientos de sorteo fueron los siguientes:
- En la ronda preliminar, los 16 equipos se dividieron en ocho series, con equipos divididos en cuatro bombos según sus zonas geográficas y los del mismo bombo se sortearon para jugar entre sí.
- En la primera ronda, los ocho ganadores de la ronda preliminar y los cuatro equipos que recibieron una exención en la primera ronda se distribuyeron en seis series según los números de emparejamientos de la ronda preliminar.
- En la segunda ronda, los seis ganadores de la primera ronda se distribuyeron en tres series según los números de emparejamientos de la primera ronda.

## Participantes
| 1.ª Ronda (4 equipos)                   | Ronda Preliminar (16 equipos)                | Ronda Preliminar (16 equipos)                                | Ronda Preliminar (16 equipos)      | Ronda Preliminar (16 equipos)             |
| 1.ª Ronda (4 equipos)                   | Bombo A (4 de COSAFA)                        | Bombo B (5 de CECAFA + 1 de UNAF)                            | Bombo C (2 de UNIFAC)              | Bombo D (3 de WAFU A + 1 de WAFU B)       |
| --------------------------------------- | -------------------------------------------- | ------------------------------------------------------------ | ---------------------------------- | ----------------------------------------- |
| - Camerún - Ghana - Nigeria - Sudáfrica | - Botsuana - Namibia (W) - Zambia - Zimbabue | - Burundi - Yibuti - Etiopía - Tanzania - Uganda - Marruecos | - RD Congo - Santo Tomé y Príncipe | - Guinea - Guinea-Bisáu - Liberia - Níger |

Notas
- Los equipos en negrita se clasificaron para la Copa del Mundo.
- (W): Retirado tras el sorteo

No participaron
| - Argelia - Angola - Benín - Burkina Faso - Cabo Verde - República Centroafricana | - Chad - Comoras - Congo - Egipto - Guinea Ecuatorial - Eritrea - Suazilandia | - Gabón - Gambia - Costa de Marfil - Kenia - Lesoto - Libia - Madagascar | - Malaui - Malí - Mauritania - Mauricio - Mozambique - Ruanda - Senegal | - Seychelles - Sierra Leona - Somalia - Sudán del Sur - Sudán - Togo - Túnez |

## Formato
Las eliminatorias de clasificación se juegan a partidos de ida y vuelta. Si el resultado global está empatado después del partido de vuelta, se aplica la regla del gol de visitante y, si sigue empatado, se utiliza la tanda de penaltis (sin tiempo extra) para determinar el ganador.

## Calendario
El calendario de las rondas de clasificación es el siguiente.
Debido a la pandemia de COVID-19, todos los partidos de la segunda ronda, originalmente programados para el 1 al 3 y del 8 al 10 de mayo de 2020, se habían pospuesto hasta nuevo aviso. La CAF anunció las nuevas fechas en julio de 2020.
| Ronda            | Etapa  | Fecha                                            |
| ---------------- | ------ | ------------------------------------------------ |
| Ronda Preliminar | Ida    | 10–12 de enero de 2020                           |
| Ronda Preliminar | Vuelta | 24–26 de enero de 2020                           |
| Primera Ronda    | Ida    | 28 de febrero – 1 de marzo de 2020               |
| Primera Ronda    | Vuelta | 13–15 de marzo de 2020                           |
| Segunda Ronda    | Ida    | Postergado (originalmente 1–3 de mayo de 2020)   |
| Segunda Ronda    | Vuelta | Postergado (originalmente 15–17 de mayo de 2020) |

## Eliminatorias
Los tres ganadores de zona se clasifican para la Copa Mundial Femenina de Fútbol Sub-17 de 2022.

### Zona 1
|  | Ronda Prelimiar | Ronda Prelimiar | Ronda Prelimiar | Ronda Prelimiar |   |          | Primera Ronda | Primera Ronda | Primera Ronda | Primera Ronda |  |  | Segunda Ronda | Segunda Ronda | Segunda Ronda | Segunda Ronda |  |
|  |                 |                 |                 |                 |   |          |               |               |               |               |  |  |               |               |               |               |  |
|  |                 |                 |                 |                 |   |          |               |               |               |               |  |  |               |               |               |               |  |
|  | Namibia         | -               | -               | -               |   |          |               |               |               |               |  |  |               |               |               |               |  |
|  | Namibia         | -               | -               | -               |   |          |               |               |               |               |  |  |               |               |               |               |  |
|  | Zambia          | -               | -               | W.O             |   |          |               |               |               |               |  |  |               |               |               |               |  |
|  | Zambia          | -               | -               | W.O             |   | Zambia   | 2             | 0             | 2             |               |  |  |               |               |               |               |  |
|  |                 |                 |                 |                 |   | Zambia   | 2             | 0             | 2             |               |  |  |               |               |               |               |  |
|  |                 |                 | Sudáfrica       | 0               | 3 | 3        |               |               |               |               |  |  |               |               |               |               |  |
|  | Sudáfrica       |                 | Sudáfrica       | 0               | 3 | 3        |               | bye           |               |               |  |  |               |               |               |               |  |
|  | Sudáfrica       |                 |                 |                 |   |          |               | bye           |               |               |  |  |               |               |               |               |  |
|  |                 |                 |                 |                 |   |          |               |               |               |               |  |  |               |               |               |               |  |
|  |                 |                 |                 |                 |   |          |               | Sudáfrica     |               |               |  |  |               |               |               |               |  |
|  |                 |                 |                 |                 |   |          |               |               |               |               |  |  |               |               |               |               |  |
|  |                 |                 | Marruecos       |                 |   |          |               |               |               |               |  |  |               |               |               |               |  |
|  | Botsuana        | 5               | 2               | 7               |   |          |               |               |               |               |  |  |               |               |               |               |  |
|  | Botsuana        | 5               | 2               | 7               |   |          |               |               |               |               |  |  |               |               |               |               |  |
|  | Zimbabue        | 0               | 0               | 0               |   |          |               |               |               |               |  |  |               |               |               |               |  |
|  | Zimbabue        | 0               | 0               | 0               |   | Botsuana | 0             | -             | -             |               |  |  |               |               |               |               |  |
|  |                 |                 |                 |                 |   | Botsuana | 0             | -             | -             |               |  |  |               |               |               |               |  |
|  |                 |                 | Marruecos       | 1               | - | W.O      |               |               |               |               |  |  |               |               |               |               |  |
|  | Yibuti          | 0               | Marruecos       | 1               | - | W.O      | 0             | 0             |               |               |  |  |               |               |               |               |  |
|  | Yibuti          | 0               |                 |                 |   |          |               |               |               |               |  |  |               |               |               |               |  |
|  | Marruecos       | 7               | 7               | 14              |   |          |               |               |               |               |  |  |               |               |               |               |  |
|  | Marruecos       | 7               | 7               | 14              |   |          |               |               |               |               |  |  |               |               |               |               |  |
|  |                 |                 |                 |                 |   |          |               |               |               |               |  |  |               |               |               |               |  |

### Zona 2
|  | Ronda Prelimiar       | Ronda Prelimiar | Ronda Prelimiar | Ronda Prelimiar |   |                       | Primera Ronda | Primera Ronda | Primera Ronda | Primera Ronda |  |  | Segunda Ronda | Segunda Ronda | Segunda Ronda | Segunda Ronda |  |
|  |                       |                 |                 |                 |   |                       |               |               |               |               |  |  |               |               |               |               |  |
|  |                       |                 |                 |                 |   |                       |               |               |               |               |  |  |               |               |               |               |  |
|  | Tanzania              | 5               | 1               | 6               |   |                       |               |               |               |               |  |  |               |               |               |               |  |
|  | Tanzania              | 5               | 1               | 6               |   |                       |               |               |               |               |  |  |               |               |               |               |  |
|  | Burundi               | 1               | 0               | 1               |   |                       |               |               |               |               |  |  |               |               |               |               |  |
|  | Burundi               | 1               | 0               | 1               |   | Tanzania              | 2             | 0             | 2             |               |  |  |               |               |               |               |  |
|  |                       |                 |                 |                 |   | Tanzania              | 2             | 0             | 2             |               |  |  |               |               |               |               |  |
|  |                       |                 | Uganda          | 1               | 5 | 6                     |               |               |               |               |  |  |               |               |               |               |  |
|  | Uganda                | 2               | Uganda          | 1               | 5 | 6                     | 3             | 5             |               |               |  |  |               |               |               |               |  |
|  | Uganda                | 2               |                 |                 |   |                       |               |               |               |               |  |  |               |               |               |               |  |
|  | Etiopía               | 0               | 1               | 1               |   |                       |               |               |               |               |  |  |               |               |               |               |  |
|  | Etiopía               | 0               | 1               | 1               |   |                       |               | Uganda        |               |               |  |  |               |               |               |               |  |
|  |                       |                 |                 |                 |   |                       |               |               |               |               |  |  |               |               |               |               |  |
|  |                       |                 | Camerún         |                 |   |                       |               |               |               |               |  |  |               |               |               |               |  |
|  | Santo Tomé y Príncipe | -               | -               | W.O             |   |                       |               |               |               |               |  |  |               |               |               |               |  |
|  | Santo Tomé y Príncipe | -               | -               | W.O             |   |                       |               |               |               |               |  |  |               |               |               |               |  |
|  | RD Congo              | -               | -               | -               |   |                       |               |               |               |               |  |  |               |               |               |               |  |
|  | RD Congo              | -               | -               | -               |   | Santo Tomé y Príncipe | 0             | 0             | 0             |               |  |  |               |               |               |               |  |
|  |                       |                 |                 |                 |   | Santo Tomé y Príncipe | 0             | 0             | 0             |               |  |  |               |               |               |               |  |
|  |                       |                 | Camerún         | 4               | 6 | 10                    |               |               |               |               |  |  |               |               |               |               |  |
|  | Camerún               |                 | Camerún         | 4               | 6 | 10                    |               | bye           |               |               |  |  |               |               |               |               |  |
|  | Camerún               |                 |                 |                 |   |                       |               | bye           |               |               |  |  |               |               |               |               |  |
|  |                       |                 |                 |                 |   |                       |               |               |               |               |  |  |               |               |               |               |  |
|  |                       |                 |                 |                 |   |                       |               |               |               |               |  |  |               |               |               |               |  |
|  |                       |                 |                 |                 |   |                       |               |               |               |               |  |  |               |               |               |               |  |

### Zona 3
|  | Ronda Prelimiar | Ronda Prelimiar | Ronda Prelimiar | Ronda Prelimiar |   |         | Primera Ronda | Primera Ronda | Primera Ronda | Primera Ronda |  |  | Segunda Ronda | Segunda Ronda | Segunda Ronda | Segunda Ronda |  |
|  |                 |                 |                 |                 |   |         |               |               |               |               |  |  |               |               |               |               |  |
|  |                 |                 |                 |                 |   |         |               |               |               |               |  |  |               |               |               |               |  |
|  | Liberia         | 4               | 5               | 9               |   |         |               |               |               |               |  |  |               |               |               |               |  |
|  | Liberia         | 4               | 5               | 9               |   |         |               |               |               |               |  |  |               |               |               |               |  |
|  | Níger           | 0               | 0               | 0               |   |         |               |               |               |               |  |  |               |               |               |               |  |
|  | Níger           | 0               | 0               | 0               |   | Liberia | 0             | 0             | 0             |               |  |  |               |               |               |               |  |
|  |                 |                 |                 |                 |   | Liberia | 0             | 0             | 0             |               |  |  |               |               |               |               |  |
|  |                 |                 | Ghana           | 2               | 8 | 10      |               |               |               |               |  |  |               |               |               |               |  |
|  | Ghana           |                 | Ghana           | 2               | 8 | 10      |               | bye           |               |               |  |  |               |               |               |               |  |
|  | Ghana           |                 |                 |                 |   |         |               | bye           |               |               |  |  |               |               |               |               |  |
|  |                 |                 |                 |                 |   |         |               |               |               |               |  |  |               |               |               |               |  |
|  |                 |                 |                 |                 |   |         |               | Ghana         |               |               |  |  |               |               |               |               |  |
|  |                 |                 |                 |                 |   |         |               |               |               |               |  |  |               |               |               |               |  |
|  |                 |                 | Nigeria         |                 |   |         |               |               |               |               |  |  |               |               |               |               |  |
|  | Guinea          | 5               | 3               | 8               |   |         |               |               |               |               |  |  |               |               |               |               |  |
|  | Guinea          | 5               | 3               | 8               |   |         |               |               |               |               |  |  |               |               |               |               |  |
|  | Guinea-Bisáu    | 0               | 3               | 3               |   |         |               |               |               |               |  |  |               |               |               |               |  |
|  | Guinea-Bisáu    | 0               | 3               | 3               |   | Guinea  | 1             | 1             | 2             |               |  |  |               |               |               |               |  |
|  |                 |                 |                 |                 |   | Guinea  | 1             | 1             | 2             |               |  |  |               |               |               |               |  |
|  |                 |                 | Nigeria         | 6               | 5 | 11      |               |               |               |               |  |  |               |               |               |               |  |
|  | Nigeria         |                 | Nigeria         | 6               | 5 | 11      |               | bye           |               |               |  |  |               |               |               |               |  |
|  | Nigeria         |                 |                 |                 |   |         |               | bye           |               |               |  |  |               |               |               |               |  |
|  |                 |                 |                 |                 |   |         |               |               |               |               |  |  |               |               |               |               |  |
|  |                 |                 |                 |                 |   |         |               |               |               |               |  |  |               |               |               |               |  |
|  |                 |                 |                 |                 |   |         |               |               |               |               |  |  |               |               |               |               |  |

## Resultados

### Ronda preliminar
| 11 de enero de 2020 | Namibia | Cancelado | Zambia | Estadio Sam Nujoma, Katutura Central, Namibia |  |
|                     |         | Reporte   |        |                                               |  |

| 25 de enero de 2020                                                        | Zambia | Cancelado | Namibia |  |  |
|                                                                            |        | Reporte   |         |  |  |
| Zambia ganó tras la retirada de Namibia, citando limitaciones financieras. |        |           |         |  |  |

| 10 de enero de 2020 | Botsuana                                                      | 5:0 (1:0) | Zimbabue | Estadio Nacional de Botsuana, Gaborone, Botsuana |  |
|                     | - Tlhapi 38' - Modise 72' - Sedirwa 76', 90' - Motlogelwa 88' | Reporte   |          |                                                  |  |

| 26 de enero de 2020 | Zimbabue | 0:2 (0:0) (Global 0:7) | Botsuana                    | Estadio Barbourfields, Bulawayo, Zimbabue |  |
|                     |          | Reporte                | - 59' Manewe - 84' Munyatsi |                                           |  |

| 10 de enero de 2020 | Yibuti | 0:7 (0:4) | Marruecos                                                                                  | Estadio El Hadj Hassan Gouled, Yibuti, Yibuti |  |
|                     |        | Reporte   | - 4' Errakas - 17' Temmar - 27' Heddiya - 44' Jbilou - 55' Stiten - 89' Knia - 90' Nassiri |                                               |  |

| 24 de enero de 2020 | Marruecos                                                 | 7:0 (3:0) (Global 14:0) | Yibuti | Estadio Boubker Ammar, Salé, Marruecos |                               |
|                     | - Knia 31', 65', 78' - Errakas 38', 71' - Jbilou 41', 87' | Reporte                 |        | Árbitro(s): Vincentia Amedome          | Árbitro(s): Vincentia Amedome |

| 12 de enero de 2020 | Tanzania                                          | 5:1 (4:0) | Burundi       | Nacional Benjamin Mkapa, Dar es-Salam, Tanzania |                              |
|                     | - Masaka 13', 17', 61' - Meshack 38' - Mbunda 45' | Reporte   | - 75' Karenzo | Árbitro(s): Agnetta Napangor                    | Árbitro(s): Agnetta Napangor |

| 25 de enero de 2020 | Burundi | 0:1 (0:1) (Global 1:6) | Tanzania     | Príncipe Louis Rwagasore, Buyumbura, Burundi |  |
|                     |         | Reporte                | - 33' Mbunda |                                              |  |

| 11 de enero de 2020 | Uganda                        | 2:0 (1:0) | Etiopía | Startimes Stadium, Kampala, Uganda |                             |
|                     | - Nalukenge 4' - Nagaddya 85' | Reporte   |         | Árbitro(s): Khadmallah Koko        | Árbitro(s): Khadmallah Koko |

| 26 de enero de 2020 | Etiopía            | 1:3 (0:0) (Global 1:5) | Uganda                              | Estadio Bahir Dar, Bahir Dar, Etiopía |                           |
|                     | - Kalsa 61' (pen.) | Reporte                | - 55' Kunihira - 64', 78' Nalukenge | Árbitro(s): Aline Umutoni             | Árbitro(s): Aline Umutoni |

| 11 de enero de 2020 | Santo Tomé y Príncipe | Cancelado | República Democrática del Congo | Estadio Nacional 12 de Julho, Santo Tomé, Santo Tomé y Príncipe |  |
|                     |                       | Reporte   |                                 |                                                                 |  |

| 25 de enero de 2020 | República Democrática del Congo | Cancelado | Santo Tomé y Príncipe |  |  |
| |                                 | Reporte   |                       |  |  |
| Santo Tomé y Príncipe ganó en walkover después de que República Democrática del Congo no apareciera en el partido de ida. |                                 |           |                       |  |  |

| 12 de enero de 2020 | Liberia                                         | 4:0 (2:0) | Níger | Estadio Antoinette Tubman, Monrovia, Liberia |                               |
|                     | - Kallon 13' - Kieh 29' (pen.), 75', 84' (pen.) | Reporte   |       | Árbitro(s): Aïssata Boudy Lam                | Árbitro(s): Aïssata Boudy Lam |

| 26 de enero de 2020 | Níger | 0:5 (0:1) (Global 0:9) | Liberia                                                  | Estadio General Seyni Kountché, Niamey, Níger |                           |
|                     |       | Reporte                | - 39', 63' Kallon - 58' Gebah - 89' Kieh - 90+2' Jackson | Árbitro(s): Bijou Mayinga                     | Árbitro(s): Bijou Mayinga |

| 11 de enero de 2020 | Guinea                                          | 5:0 (1:0) | Guinea-Bisáu | Estadio del 28 de Septiembre, Conakri, Guinea |                           |
|                     | - Dédé 30', 81' - Samoura 52' - Camara 61', 63' | Reporte   |              | Árbitro(s): Folusho Ajayi                     | Árbitro(s): Folusho Ajayi |

| 25 de enero de 2020 | Guinea-Bisáu                | 3:3 (2:2) (Global 3:8) | Guinea                                  | Estadio 24 de Septiembre, Bisáu, Guinea-Bisáu |  |
|                     | - Cissé 3' (pen.), 35', 70' | Reporte                | - 23' Camara - 25' Essomba - 51' Camara |                                               |  |

### Primera Ronda
| 28 de febrero de 2020 | Zambia                    | 2:0 (2:0) | Sudáfrica | Estadio Nkoloma, Lusaka, Zambia |  |
|                       | - Malunga 18' - Banda 42' | Reporte   |           |                                 |  |

| 14 de marzo de 2020 | Sudáfrica                           | 3:0 (1:0) (Global 3:2) | Zambia | Estadio Bidvest, Johannesburgo, Sudáfrica |                               |
|                     | - Wade 12' - Gamede 72' - Taiwe 79' | Reporte                |        | Árbitro(s): Salima Mukansanga             | Árbitro(s): Salima Mukansanga |

| 28 de febrero de 2020 | Botsuana | 0:1 (0:1) | Marruecos    | Estadio Nacional de Botsuana, Gaborone, Botsuana |                            |
|                       |          | Reporte   | - 22' Temmar | Árbitro(s): Jonesia Rukyaa                       | Árbitro(s): Jonesia Rukyaa |

| 14 de marzo de 2020 | Marruecos | Cancelado | Marruecos | Estadio Boubker Ammar, Salé, Marruecos |                             |
| |           | Reporte   |           | Árbitro(s): Sylvina Garnett            | Árbitro(s): Sylvina Garnett |
| Marruecos ganó en walkover después de que Botsuana no compareciera para el partido de vuelta debido a las preocupaciones de la pandemia de COVID-19. |           |           |           |                                        |                             |

| 1 de marzo de 2020 | Tanzania          | 2:1 (1:1) | Uganda        | Nacional Benjamin Mkapa, Dar es-Salam, Tanzania |                      |
|                    | - Masaka 28', 88' | Reporte   | - 6' Najjemba | Árbitro(s): Ema Novo                            | Árbitro(s): Ema Novo |

| 14 de marzo de 2020 | Uganda                                                           | 5:0 (1:0) (Global 6:2) | Tanzania | Startimes Stadium, Kampala, Uganda |                                |
|                     | - Kunihira 43' - Najjemba 74' - Aluka 77' - Nalukenge 87', 90+2' | Reporte                |          | Asistencia: 7.000 espectadores     | Asistencia: 7.000 espectadores |

| 1 de marzo de 2020 | Santo Tomé y Príncipe | 0:4 (0:3) | Camerún                                     | Estadio Nacional 12 de Julho, Santo Tomé, Santo Tomé y Príncipe |  |
|                    |                       | Reporte   | - 14', 44' Wabeua - 45' Tabé - 70' Michelle |                                                                 |  |

| 14 de marzo de 2020 | Camerún                                                                   | 6:0 (3:0) (Global 10:0) | Santo Tomé y Príncipe | Estadio de Ngoa-Ekellé, Yaundé, Camerún |                            |
|                     | - Tabé 27', 45' - Mbiandji 35' - Ndome 47' - Bihina 68' (pen.) - Luma 76' | Reporte                 |                       | Árbitro(s): Anaelle Omanda              | Árbitro(s): Anaelle Omanda |

| 1 de marzo de 2020 | Liberia | 0:2 (0:0) | Ghana                        | Estadio Antoinette Tubman, Monrovia, Liberia |                           |
|                    |         | Reporte   | - 63' Amponsah - 87' Abdulai | Árbitro(s): Fatou Thioune                    | Árbitro(s): Fatou Thioune |

| 14 de marzo de 2020 | Ghana                                                                                 | 8:0 (6:0) (Global 10:0) | Liberia | Estadio Ohene Djan, Acra, Ghana |                           |
|                     | - Amponsah 2', 3', 12', 14' - Abdulai 4' - Oppong 27' - Sarpong 64' (pen.) - Twum 66' | Reporte                 |         | Árbitro(s): Patience Madu       | Árbitro(s): Patience Madu |

| 7 de marzo de 2020 | Guinea     | 1:6 (0:3) | Nigeria                                              | Estadio del 28 de Septiembre, Conakri, Guinea |  |
|                    | - Dédé 81' | Reporte   | - 3' Kalu - 25', 85', 90+1' Samuel - 38', 65' Imuran |                                               |  |

| 14 de marzo de 2020 | Nigeria                                                  | 5:1 (3:0) (Global 11:2) | Guinea            | Estadio Agege, Lagos, Nigeria  |                                |
|                     | - Imuran 27' - Lawal 33', 40' - Dah-Zossu 86' - Kalu 90' | Reporte                 | - 84' (pen.) Dédé | Asistencia: 4.000 espectadores | Asistencia: 4.000 espectadores |

### Segunda Ronda
|  | Sudáfrica | Cancelado | Marruecos |  |  |
|  |           | Reporte   |           |  |  |

|  | Marruecos | Cancelado | Sudáfrica |  |  |
|  |           | Reporte   |           |  |  |

|  | Uganda | Cancelado | Camerún |  |  |
|  |        | Reporte   |         |  |  |

|  | Camerún | Cancelado | Uganda |  |  |
|  |         | Reporte   |        |  |  |

|  | Ghana | Cancelado | Nigeria |  |  |
|  |       | Reporte   |         |  |  |

|  | Nigeria | Cancelado | Ghana |  |  |
|  |         | Reporte   |       |  |  |